# لازاری‌ها
جماعت مبلغ (لاتین: Congregatio Missionis) یا لازاری، جامعه زندگانی حواری گونه کشیشان و برادران مذهبی سوگند خورده کلیسای کاتولیک هستند که در سال ۱۶۲۵ توسط ونسان دو پل بنیانگذاری شد. 